# Salvatore Ricciardi
Salvatore Ricciardi (Roma, 17 settembre 1940 – Roma, 9 aprile 2020) è stato un attivista e brigatista italiano.

## Biografia
Nato e cresciuto nel popolare quartiere della Garbatella a Roma, Ricciardi frequentò l'Istituto Tecnico Galileo Galilei. Diplomatosi, trovò lavoro nel settore dell'edilizia. Qualche anno dopo è assunto alle ferrovie dello Stato come tecnico. Alla militanza antifascista affianca il lavoro sindacale nella Cgil, e nel 1965 aderisce al Partito Socialista Italiano di Unità Proletaria, nella sezione Garbatella. Uscito dal PSIUP all'indomani delle lotte operaie e studentesche del Sessantotto, nel 1971 con altri ferrovieri diede vita al Cub (Comitati Unitari di Base) dei ferrovieri di Roma. Il Comitato aprirà una sede a via dei Volsci, nel cuore del quartiere San Lorenzo, già storico insediamento di ferrovieri e operai romani.

### Ingresso nelle Brigate Rosse e arresto (1977-1980)
Dopo aver militato nell’area dell’Autonomia operaia romana, nel 1977 entrò a far parte della colonna romana delle Brigate Rosse. Viene arrestato nel 1980. Alla fine di quell’anno, con altri prigionieri politici, organizzò la rivolta nel carcere speciale di Trani. Condannato all’ergastolo per il "caso Moro", alla fine degli anni Novanta usufruisce della semilibertà. Dopo trent’anni di detenzione, riacquista la definitiva libertà nel 2010. Salvatore Ricciardi non si è mai dissociato né pentito della sua esperienza lottarmatista ed era soprannominato Il Vecchio per essere uno dei militanti più anziani dell'organizzazione armata.

### Redattore di Radio Onda Rossa e polemiche sul funerale
Ritornato a fare politica negli ambienti movimentisti romani già durante i periodi di libertà vigilata a fine anni Novanta, dai primi anni del Duemila fino alla sua morte ha fatto parte della redazione di Radio Onda Rossa, storica emittente romana legata all'Autonomia operaia romana. Oltre al lavoro redazionale, Ricciardi curava una trasmissione settimanale (negli ultimi anni bisettimanale) sul carcere ("La conta"). Oltre a tali attività, Ricciardi era tra i principali redattori di Scarceranda, agenda "contro ogni carcere, giorno dopo giorno", e fondatore del blog Contromaelstrom.
Nel marzo 2020, a Roma, è caduto durante l'affissione di uno striscione femminista alla vigilia dell'8 marzo. Dopo aver trascorso un mese in ospedale, Ricciardi è morto il 9 aprile 2020 a Roma, all'età di 79 anni.
All'indomani della sua morte, è stato ricordato da militanti, amici e colleghi con una diretta di diverse ore andata in onda su Radio Onda Rossa. Due giorni dopo, una cinquantina di militanti, amici e amiche hanno atteso il feretro davanti alla sede di Radio Onda Rossa per rendergli omaggio. Oltre al saluto commemorativo, i militanti hanno fatto un murales con la scritta "Ciao Salvo, odio il carcere". La polizia ha poi interrotto l'evento con l'intervento dei reparti antisommossa e dei cannoni ad acqua per disperdere la folla. Sebbene non ci sia stato uno scontro fisico tra polizia e manifestanti, circa 45 partecipanti sono stati identificati per aver violato il divieto di organizzare eventi durante la pandemia di COVID-19.

## Opere
- Maelstrom. Scene di rivolta e autorganizzazione di classe in Italia dal 1960 al 1980, Roma, DeriveApprodi, 2011. ISBN 978-88-6548-025-0.
- Cos'è il carcere. Vademecum di resistenza, prefazione di Erri De Luca, Roma, DeriveApprodi, 2015. ISBN 978-88-6548-113-4.
- Ottone Ovidi, Salvatore Ricciardi, Roma, Bordeaux, 2018. ISBN 9788899641757.